# La barraca
|  | Per a altres significats, vegeu «Barraca (desambiguació)». |

La barraca és una novel·la de l'autor valencià Vicent Blasco Ibáñez publicada el 1898, enquadrada en el moviment literari del Realisme i pertanyent al cicle valencià de novel·les de l'autor. Fou traduïda al valencià per Miquel Duran de València en 1927, i per Francesc Bayarri en 2016.

## Argument
El llibre es desenvolupa a la València rural del final del segle xix. Descriu amb precisió les dures condicions de vida de la població camperola i agricultora. L'oncle Barret es veu impossibilitat per a continuar treballant l'horta que havien cultivat els seus avantpassats durant generacions per no poder pagar l'arrendament al propietari de la terra, Don Salvador. Com a conseqüència, tots els veïns de l'aldea, amb Pepeta i Pimentó - filla i gendre de Barret respectivament - al capdavant es conjuren per a impedir que ningú no torne a treballar en aquella parcel·la.
Fins que arriben Batiste i la seua família (la seua muller Teresa i els seus fills Roseta, Batistet i Pasqualet) que, aclaparats per la necessitat, s'instal·len en la finca i accedeixen a pagar l'arrendament corresponent per a poder cultivar el terreny. A partir d'eixe moment es veuran infatigablement assetjats per la resta de la comunitat, que els acusava de doblegar-se a les exigències del terratinent perjudicant amb això els interessos del col·lectiu.
La fustigació arriba al seu punt culminant quan els fills menuts de la família Batiste tenen un enfrontament amb uns altres xiquets de l'aldea, a conseqüència del qual el petit Pasqualet acaba morint. Un sentiment de culpa i compassió envaeix la comunitat.
Però serà temporal. Batiste s'enfronta a Pimentó en una brega tavernària i pocs dies després, quan Batiste és disparat, respon ferint de mort el seu agressor, el mateix Pimentó. Les represàlies no es fan esperar: la barraca on viuen els Batiste és incendiada i ells es veuen en l'obligació d'abandonar el poble.